# Polyplastics
Polyplastics K.K. (jap. ポリプラスチックス株式会社, Poripurasuchikkusu kabushiki kaisha; engl. Polyplastics Co., Ltd.) ist ein japanisches Unternehmen, das sich auf die Herstellung und den Vertrieb technischer Kunststoffe spezialisiert hat.

## Geschichte und Unternehmensstruktur
1964 wurde Polyplastics als Joint Venture von Daicel Kagaku Kōgyō, engl. Daicel Chemical Industries, (Japan) und der Celanese Corporation (USA) gegründet. Heute halten Daicel 55 Prozent, das Celanese-Unternehmen Ticona 45 Prozent von Polyplastics.
Polyplastics hat Tochterunternehmen in Hongkong (China), Shanghai (China), Kuala Lumpur (Malaysia), Singapur, Mumbai (Indien) und Bangkok (Thailand) und ist an folgenden Unternehmen beteiligt:
- Polyplastics Taiwan
- PTM Engineering Plastics, Nantong/China
- WinTech Polymer, Tokio/Japan

2006 verkaufte Ticona den Geschäftsbereich Topas, welcher Cyclo-Olefin-Copolymer (Kurzzeichen COC) herstellt und vertreibt, an Daicel und Polyplastics; die Topas-Produktion und -Vertrieb sind heute in dem neuen Unternehmen Topas Advanced Polymers gebündelt.

## Produkte
Primär stellt das Unternehmen Polyacetal (POM) unter dem Handelsnamen Duracon her. Die Fuji Plant des Unternehmens hat eine Produktionskapazität von 100.000 t/Jahr. Außerdem produziert Polyplastics folgende Produkte:
- Thermoplastische Polyester (PBT)
- Glasfaserverstärktes Polyethylen (GF-PET)
- Flüssigkristallines Polymer (LCP)
- Polyphenylensulfid (PPS)
- Cyclo-Olefin-Copolymer (COC)